# Sihlea
Sihlea est une commune roumaine située dans le județ de Vrancea.